# 鮭 (漫画家)
鮭（さけ）は、日本の漫画家・イラストレーター。主に成人向け漫画の執筆やアダルトゲームの原画、萌え本のイラストレーションなどを手がける。

## 主な作品
漫画
- イク裸 IKURA（ジーウォーク）

1. 2006年9月5日初版発行（2006年9月5日発売） ISBN 978-4-903199-14-6

- は~ふ&ハーフ （キルタイムコミュニケーション）

1. 2007年8月4日初版発行（2007年7月1日発売） ISBN 978-4860324179

- サリーによろしく（ジーウォーク）[1]

1. 2009年9月5日初版発行（2009年9月5日発売） ISBN 978-4862970879

- マシュマロペット（コアマガジン）

1. 2010年5月31日初版発行（2010年5月31日発売） ISBN 978-4862527707

- 苺とあま～いおとぎ話 （ジーウォーク）

1. 2011年9月28日初版発行（2011年9月28日発売） ISBN 978-4862973122

- とんでも魔女っ娘ルル（ジーウォーク）

1. 2013年9月28日初版発行（2013年9月28日発売） ISBN 978-4862973931

キャラクターデザイン・原画
- ぱいめが(smart)
- かいわれっ!(FlyingShine)
- 孕ませ召しませ（同人ゲーム）

イラストレーション
- 萌えるダイエット Go! Go! moe diet!（コアマガジン）

1. 2005年11月14日初版発行（2005年10月31日発売） ISBN 978-4-87734-899-1

- 萌え萌え! W杯観戦ガイド（イカロス出版）

1. 2006年4月1日初版発行（2006年4月1日発売） ISBN 978-4871498081

- 萌えタイ 萌える!タイの歩き方（イカロス出版）

1. 2006年12月23日初版発行（2006年12月23日発売） ISBN 978-4871498487